# Åndalsnes
Åndalsnesⓘ ist eine Stadt in der norwegischen Kommune Rauma in der Provinz (Fylke) Møre og Romsdal. Die Stadt stellt das Verwaltungszentrum von Rauma dar und hat 2483 Einwohner (Stand: 1. Januar 2024).

## Lage und Daten
Åndalsnes liegt am Isfjord, einem Arm des Romsdalsfjord, im nördlichen Vestlandet in Norwegen. Die Rauma mündet in der Ortslage in den Fjord. Der Ort ist mit der Raumabanen oder mit dem Auto von Dombås aus über die E136 durch das Tal der Romsdalen zu erreichen.
Auch viele Kreuzfahrtschiffe legen im Hafen der kleinen Stadt an.

## Geschichte
Schon im 19. Jahrhundert war der Ort Ausgangspunkt für Reisen nach Romsdalen und zu den Romsdalsalpen.  Die Bahnstrecke Raumabanen, die 1924 fertiggestellt wurde, hat den Ausgangspunkt in Åndalsnes. 1940 wurde die Stadt von Bombenangriffen nahezu vollständig zerstört.

## Sehenswürdigkeiten
Åndalsnes ist ein bei Touristen beliebter Ausgangspunkt für Ausflüge in die nähere Umgebung.
Auf der Raumabane verkehrt an den Sommerwochenenden ein mit einer Dampflokomotive bespannter Museumszug von Åndalsnes bis Bjorli und zurück. Das in Åndalsnes beheimatete Norwegische Gipfelmuseum zeigt die Geschichte des Bergsteigens in Norwegen. Unmittelbar am Bahnhof wurde in einem alten norwegischen Eisenbahnwaggon eine kleine Kapelle eingerichtet. Man kann dort einkehren und Ruhe finden. Es liegen Bibeln in verschiedenen Sprachen aus. Der Altar in der Mitte wurde aus Schienenschwellen errichtet.
Die im Mai 2021 eröffnete Romsdalen-Gondelbahn liegt direkt am Hafen und fährt in 5 Minuten auf den Berg Nesaksla. Die Bergstation liegt 708 m über dem Fjord und von dort bietet sich ein weiter Ausblick über der Fjord und die umgebenden Berge.
Åndalsnes ist darüber hinaus beliebt als Ausgangspunkt für die Fahrt über den Trollstigen, die sich auf 18 Kilometer Länge mit einer Steigung von 12 % in eindrucksvollen Serpentinen auf die Passhöhe hinaufschraubt, von wo aus in Richtung Åndalsnes ein herrlicher Ausblick vorhanden ist. Die Stabkirche Rødven mit einem Hauptschiff und Südportal aus dem 13. Jahrhundert liegt ebenfalls unweit des Ortes.

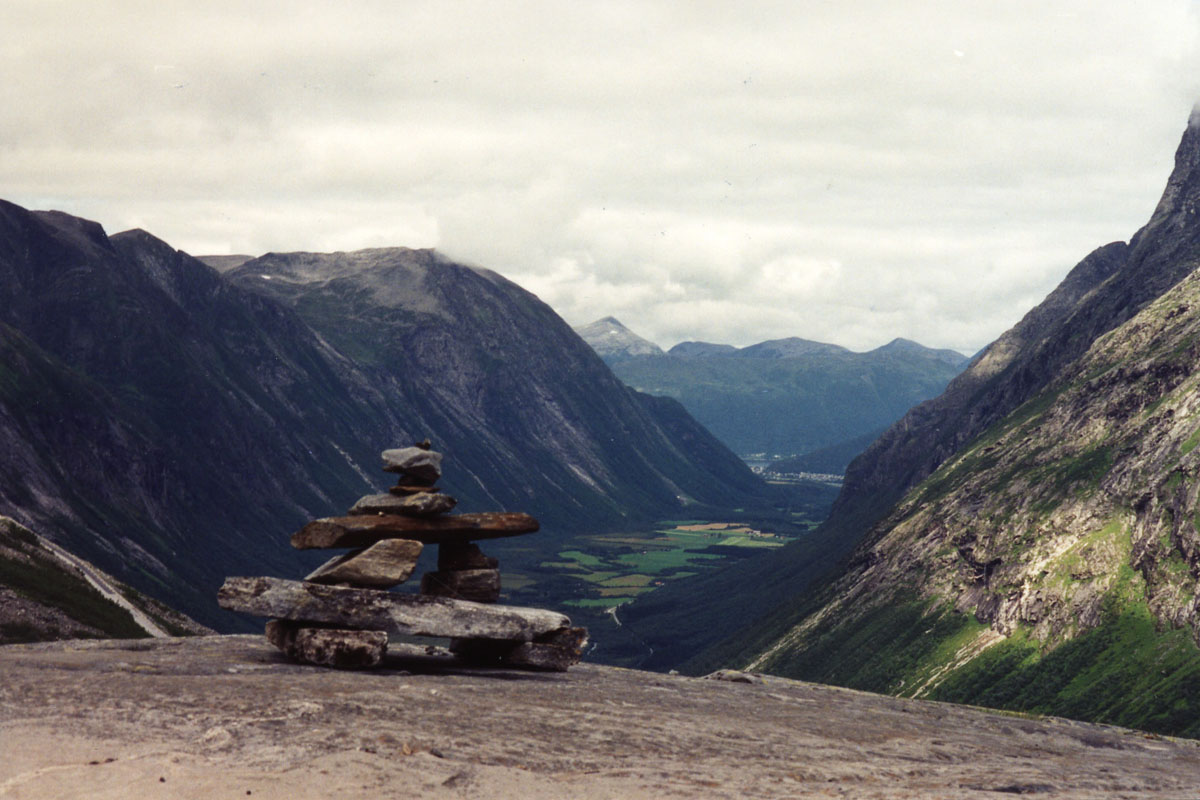
Blick vom Trollstigen hinunter nach Åndalsnes
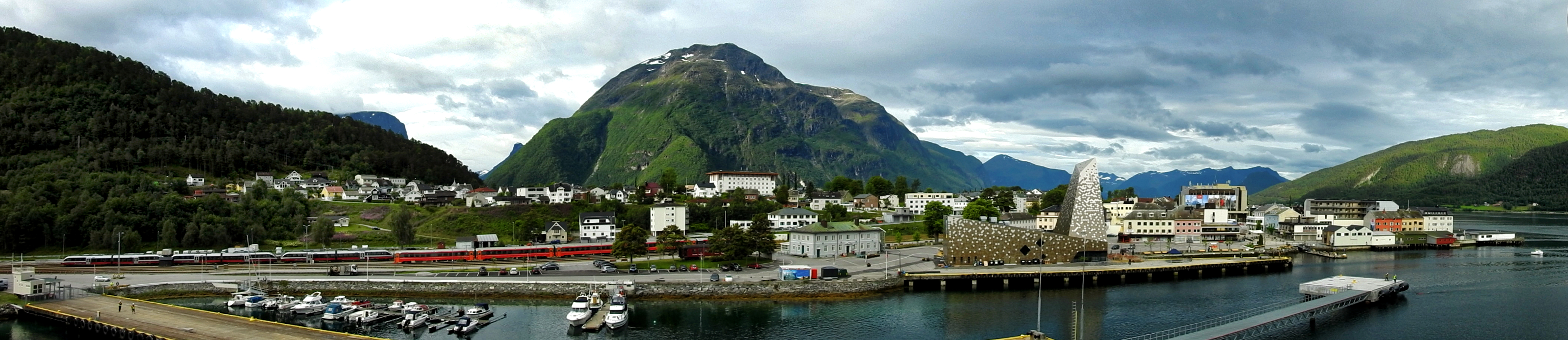
Hafen von Andalsnes

## Persönlichkeiten
- Leo Østigård (* 1999), Fußballspieler